# Portunyol riverense
El portunyol riverense (castellà: portuñol riverense; portuguès: portunhol riverense), també conegut com a fronterer, fronteiriço (portuguès) o misturado, és un dialecte portunyol; és a dir, és format a partir del contacte del portuguès i del castellà (encara que de vegades és ininteligible per als parlants d'algun d'aquests dos idiomes). És parlat a la frontera entre l'Uruguai i el Brasil, i més específicament en la zona de les ciutats germanes de Rivera i Santana do Livramento. Aquest tram de la frontera es diu "Frontera de la Pau".

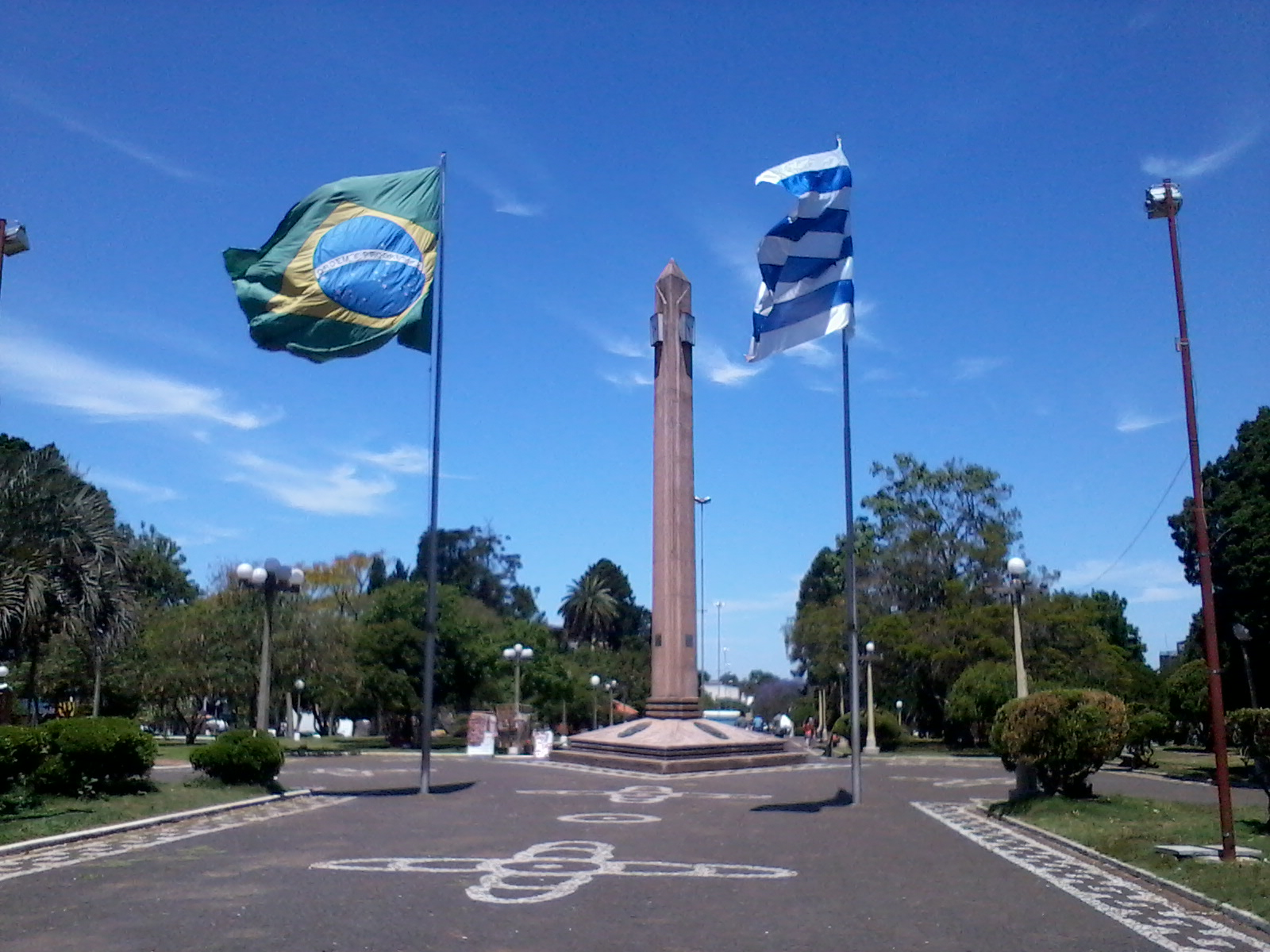
Frontera de la pau entre Rivera i Livramento.

## Característiques generals
Com a tota llengua, el portunyol uruguaiano-brasiler és molt dinàmic i heterogeni, existint-ne un continu de dialectes que van des del castellà riuplatenc (castihano, en portunyol) fins al portuguès brasiler "estàndard" (brazilero, en portunyol). No obstant això, en té una variant que és la més utilitzada, i que pot prendre's com base d'estudi: aquesta se situa geogràficament a la zona que té com centre les ciutats de Rivera i Santana do Livramento, i s'estén per una franja de diversos quilòmetres al llarg de la frontera, abastant territori d'ambdós països. A aquesta variant es refereix aquest article, encara que d'aquí en endavant serà nomenada simplement portunyol o riverense (gentilici castellà dels nadius del departament de Rivera i de la seva capital), noms pels quals la identifiquen les persones que la parlen.
La majoria dels lingüistes classifiquen al portunyol com un dialecte del portuguès (més notablement Alberto Elizaincín, qui tècnicament ho anomena DPU - dialecte portuguès de l'Uruguai), encara que no existeix un consens. El que es pot dir amb certesa, és que per rebre l'aportació dels dos idiomes, el portunyol és una llengua molt rica, en el sentit que té gran varietat de sinònims i paraules més precises per a expressar connotacions específiques, a més de tenir una major riquesa fonètica. D'altra banda, no és veritat que el riverense sigui una simple barreja de dos idiomes que no segueix regles gramaticals precises.

## Origen
L'origen del portunyol pot remuntar-se a l'època de la dominació espanyola i portuguesa, en la qual no estava ben definit a qui pertanyien aquests territoris, passant d'una corona a l'altra de manera successiva. No solament el portuguès i el castellà van tenir influència sobre el portunyol, sinó també les llengües indígenes, en alguns casos; per exemple: gurí (nen), mamboretá (mantis religiosa), caracú (os de vaca).

## Ortografia i fonètica
El riverense no té una ortografia definida formalment, però en aquest article es presentarà una ortografia del portunyol de manera que els seus fonemes puguin ser representats de la forma més exacta i consistent possible, destacant les característiques fonològiques d'aquesta llengua. Cal destacar que no tots els portunyol-parlants utilitzen la mateixa pronúncia per a les mateixes paraules (com ocorre també amb moltes altres llengües). No obstant això, es tria l'escriptura que és més representativa de les característiques més freqüents i distintives.

### Fonemes i la seva representació ortogràfica
Es tria una representació més propera a la qual s'usaria si es tractés de transcriure els fonemes a l'idioma castellà (per ser aquest l'idioma que se li ensenya als uruguaians, que és la nacionalitat de la majoria dels quals parlen aquest dialecte), excepte per als fonemes que no es poden representar mitjançant l'alfabet castellà, com per exemple les vocals nasals.

#### Vocals castellanes
Les vocals castellanes es pronuncien com les cinc vocals de l'idioma castellà:
| lletra | AFI  | portunyol  | pronúncia (AFI) | castellà            | portuguès       |
| ------ | ---- | ---------- | --------------- | ------------------- | --------------- |
| a      | a    | papa       | ['papa]         | papa, patata        | batata          |
| a      | a    | catarata   | [kata'ɾata]     | catarata            | catarata        |
| e      | e    | peshe      | ['peʃe]         | pez                 | peixe           |
| e      | e    | detergente | [deter'χente]   | detergente          | detergente      |
| i      | i, j | cisco      | ['sisko]        | mugre               | sujeira (cisco) |
| i      | i, j | niño       | ['niɲo]         | nido                | ninho           |
| i      | i, j | ciá        | [sja]           | cenar               | jantar (cear)   |
| o      | o    | ontonte    | [on'tonte]      | anteayer            | anteontem       |
| o      | o    | oio        | ['ojo]          | ojo                 | olho            |
| o      | o    | poso       | ['poso]         | pozo                | poço            |
| u      | u, w | yururú     | [ʒuɾu'ɾu]       | triste, melancólico | jururu          |
| u      | u, w | nu         | [nu]            | en el               | no              |
| u      | u, w | acuá       | [a'kwa]         | ladrar              | latir           |

#### Vocals nasals
| AFI | lletres | portunyol | pronúncia (AFI) | castellà                              | portuguès       |
| --- | ------- | --------- | --------------- | ------------------------------------- | --------------- |
| ã | ã       | masã      | [ma'sã]         | manzana                               | maçã            |
| ã | ã       | lã        | [lã]            | lana                                  | lã              |
| ã | ã       | sã        | [sã]            | sana (adj.)                           | sã              |
| ã | an (*)  | cansha    | ['kãʃa]         | cancha                                | campo esportivo |
| ẽ | en (*)  | pênsaũ    | ['pẽsaw̃]        | piensan                               | pensam          |
| ĩ | in (**) | intonce   | [ ĩ'tõse]       | entonces                              | então           |
| õ | õ       | garsõ     | [gar'sõ]        | mozo (de bar o restaurante), camarero | garçom          |
| õ | õ       | tõ        | [tõ]            | tono                                  | tom             |
| õ | on (*)  | intonce   | [ ĩ'tõse]       | entonces                              | então           |
| ũ, w̃ | ũ       | ũ         | [ũ]             | uno                                   | um              |
| ũ, w̃ | ũ       | cũtigo    | [kũ'tiɣo]       | contigo                               | contigo         |
| ũ, w̃ | ũ       | niñũ      | [ni'ɲũ]         | ninguno                               | nenhum          |
| ũ, w̃ | ũ       | maũ       | [maw̃ ]          | mano                                  | mão             |
| (*) abans de s, sh, y, z, ce, ci. (**) abans de s, sh, y, z, ce, ci, o quan és la primera síl·laba de la paraula i no és seguida per ga, gue, gui, go, gu, ca, que, qui, co, cu o k. |         |           |                 |                                       |                 |

Les vocals nasals es pronuncien expirant part de l'aire pel nas i part per la boca; no tenen corresponents en castellà i generalment deriven de paraules del portuguès.
És molt important distingir les vocals nasals, perquè poden canviar totalment el sentit de la paraula, com en els següents exemples:
- paũ [paw̃ (pa) i pau [paw] (pal)
- nũ [nũ] (en un) i nu [nu] (en el/al)
- nũa ['nũa] (en una) i núa ['nua] (nua)
- ũ [ũ] (un) i u [u] (el)
- cũ [kũ] (amb) i cu [ku] (anus - paraula vulgar)
- ũs [ũs] (uns) i us [us] (els)

#### Vocals semiobertes
| lletra | AFI | portunyol | pronúncia (AFI) | castellà | portuguès |
| ------ | --- | --------- | --------------- | -------- | --------- |
| é      | ɛ   | té        | [tɛ]            | té       | chá       |
| é      | ɛ   | pél       | [pɛl]           | piel     | pele      |
| é      | ɛ   | véia      | ['vɛja]         | vieja    | velha     |
| ó      | ɔ   | fófóca    | [fɔ'fɔka]       | chisme   | fofoca    |
| ó      | ɔ   | póso      | ['pɔso]         | puedo    | posso     |

És molt important distingir les vocals obertes (é, o) perquè poden canviar totalment el sentit de la paraula, com en els següents exemples:
- avó [a'vɔ] (àvia) i avô [a'vo] (avi)
- véio ['vɛjo] (vell) i veio ['vejo] (va venir)
- véia ['vɛja] (vella) i veía ['veja] (vena)
- póso ['pɔso] (puc) i poso ['poso] (pou)

#### Consonants
En el següent quadre, quan es refereix a l'espanyol o castellà, en realitat s'està referint a la varietat del castellà tal com és parlada a l'Uruguai, i quan es refereix al portuguès, s'està referint al portuguès brasiler i, en particular, al portuguès gaúcho (de l'estat de Rio Grande do Sul).
| lletra | AFI      | nom         | descripció | exemples i contraexemples |
| ------ | -------- | ----------- | --- | --- |
| b      | b, β     | be          | Representa el mateix fonema que en castellà i portuguès. Sempre és bilabial. | bravo ['bɾaβo] (cas. enfadado, port. zangado). |
| c      | k, s     | ce          | Quan precedeix a una vocal o a una consonant distinta de h, es pronuncia igual que en castellà i portuguès. És a dir, representa al fonema /k/ quan és seguida per les vocals a, o, u, ã, õ, ũ, ó, o per una consonant distinta de h; i representa al fonema /s/ quan precedeix a les vocals e, i, é.                                      | cacimba [ka'simba] (cas. cachimba, port. cacimba). |
| ch     | ʧ        | ce hac      | Es pronuncia sempre com en castellà. És equivalent al fonema representat per tch en portuguès. | che [ʧe] (cas. che, port. tchê), bombacha [bom'baʧa] (roba interior femenina), bombasha [bom'baʃa] (pantalons de gautxo). |
| d      | d, ð     | de          | Es pronuncia sempre com en castellà. Cal destacar que mai es pronuncia com en algunes zones del Brasil, on té un so dy ([dʒ]). | diploide [di'plojðe] (cas. diploide, port. diplóide [dʒi'plɔjdʒi]). |
| f      | f        | efa         | Representa el mateix fonema que en castellà i portuguès. | |
| g      | g, ɣ, χ  | ge          | Quan precedeix a les vocals a, o, u, ã, õ, ũ, ó, o a una consonant, representa al mateix so que en castellà i portuguès. Quan precedeix a les vocals e, i, é, representa al mateix so que la j castellana. | gagueyá [gaɣe'ʒa] (cas. tartamudear, port. gaguejar), geologia [χeolo'χia] (cas. geología, port. geologia). |
| h      |          | hac         | És muda, excepte quan és precedida per una c o una s. En portunyol, només porten h les paraules que també la porten tant en castellà com en portuguès. | hoye ['oʒe] (cas. hoy, port. hoje), oso ['oso] (cas. hueso, port. osso) |
| j      | χ        | jota        | Representa al mateix fonema que en castellà. | jirafa [χi'ɾɑfɑ] sona com en castellà i yirafa [ʒi'ɾafa] com en portuguès (cas. jirafa, port. girafa) |
| k      | k        | ca          | Representa al mateix fonema que en castellà i portuguès. | |
| l      | l        | ela         | Representa al mateix fonema que en castellà. Cal destacar que en portuguès, una l al final d'una paraula pot pronunciar-se com u. En riverense això mai passa. | Brazil [bɾa'zil] (cas. i port. Brasil) |
| m      | m        | ema         | Representa al mateix fonema que en castellà. Notar que en portuguès, una m al final d'una paraula, per exemple, pot pronunciar-se de moltes formes distintes, depenent de les lletres que l'antecedeixen. | |
| n      | n, ŋ     | ena         | Representa al mateix fonema que en castellà, excepte en els casos assenyalats a l'apartat sobre vocals nasalitzades. | amên [a'men] (cas. amén), amêñ [a'meɲ] (port. amém), inté [ ĩ'tɛ] (cas. hasta luego, port. até mais), sanga ['saŋga] (cas. zanja, port. trincheira) |
| ñ      | ɲ        | ena palatal | Representa al mateix fonema que en castellà (i que en portuguès es representa amb nh). | niño ['niɲo] (cas. nido, port. ninho), carpiñ [kaɾ'piɲ] (cas. calcetín, port. meia), muñto ['muɲto] (cas. mucho, port. muito), ruñ [ruɲ] (cas. malo, port. ruim)                                                                                              |
| p      | p        | pe          | Representa al mateix fonema que en castellà i portuguès. | |
| q      | k        | cu          | Representa al mateix fonema que en castellà i portuguès. | |
| r      | r, ɾ     | erra        | Representa al mateix parell de fonemes que en castellà. | |
| s      | s, z     | essa        | Representa al mateix fonema que en castellà; excepte si es troba al final d'una paraula i la paraula següent comença amb vocal, ó si es troba abans d'una consonant sonora. En aquests dos darrers casos es transforma fonèticament a l'equivalent a la z portuguesa. S'articula amb la punta de llengua dirigida cap les dents superiors. | asesino [ase'sino] (cas. asesino, port. assassino), llegit com en portuguès seria azezino [aze'zino], paraula que no existeix en portuñol; más flaco [mas'flako] (cas. más flaco, port. mais magro), más gordo [maz'ɣordo] (cas. más gordo, port. mais gordo) |
| sh     | ʃ        | essa hac    | Representa al mateix fonema que en portuguès es representa per ch (o sia, és la sh anglesa) | shuva ['ʃuva] (cas. lluvia, port. chuva); aflósha [a'flɔʃa] (cas. no molestes, port. não perturbe) |
| t      | t        | te          | Representa al mateix fonema que en castellà. Notar que en portuguès a vegades es la pronuncia com la ch castellana, o també com ty. | tímidamente ['timiða'mente] (port. timidamente ['ʧimida'menʧi]). |
| v      | v        | ve          | Representa al mateix fonema que en portuguès. La seva articulació és labiodental, o més rarament, lleugerament bilabial, aproximant els llavis però sense que es toquin com en el cas de la b. | vaso ['vaso] (cas. vaso, port. copo), si es pronunciés com en castellà, seria baso ['baso] (cas. bazo, port. baço) |
| w      | w        | ve doble    | S'utilitza en les paraules que venen de l'anglès, i es pronuncia u, encara que convé utilitzar la norma ortogràfica del portuñol per als mots estrangers que ja formen part d'aquest llenguatge | whisky o uísqui ['wiski] (cas. güisqui o whisky, port. uísque), show o shou [ʃow] (cas. espectáculo, port. espetáculo, concerto o show). |
| x      | ks       | ics, xeix   | Representa al fonema /ks/. | excelente [ekse'lente] (excel·lent) |
| y      | ʒ, j     | i grega     | És igual que en castellà riuplatenc; essent consonant, excepte al final d'una paraula que acabi amb diftong o triftong, on rebre el mateix so que la vocal i. | yurá [ʒu'ɾa] (cas. jurar; port. jurar); Uruguay [uɾu'ɣwaj] (port. Uruguai); yacaré [ʒaka'ɾɛ] (cas. yacaré, port. jacaré) |
| z      | z        | zeta        | Representa al mateix fonema que en portuguès. És a dir, a diferència de la s, és sonora (provoca vibració de les cordes vocals), com imitant el so d'una mosca o abella. | caza ['kaza] (cas. casa, port. casa); casa ['kasa] (cas. caza, port. caça) |
| zy     | z, zʒ, ʒ | zeta je     | S'usa en paraules que tenen un fonema que canvia contínuament entre z i y (segons l'interlocutor). | cuazye ['kwazʒe] (cas. casi, port. quase); ezyemplo [e'zʒemplo] (cas. ejemplo, port. exemplo). |

### Regles d'accentuació ortogràfica
L'accent prosòdic és la major força amb la qual pronunciem una síl·laba en una paraula. La síl·laba accentuada es denomina tònica, i àtones les restants. Pel seu accent les paraules es divideixen en:
- Agudes: les quals estan accentuades a l'última síl·laba: asador, cantá (cantar), sabê (saber), numerô (va numerar), algũ (algun).
- Planes: les accentuades a la penúltima síl·laba: caça (casa), canta, sap, numéro (numero).
- Esdrúixoles: les accentuades a l'antepenúltima síl·laba: esplêndido (esplèndid), helicôptero (helicòpter), número.
- Sobresdrúixoles: les accentuades alguna síl·laba anterior a l'antepenúltima: dêbilmente (feblament), pacíficamente, insínemelo (ensenyi-m'ho).

L'accent ortogràfic és la forma de representar a l'accent prosòdic, i en riverense consisteix en una titlla (´) (també anomenat accent agut) o un accent circumflex (). L'accent circumflex s'usa quan la vocal forta de la síl·laba tònica és la lletra "i" tancada o la lletra "o" tancada (o sia, la" i" i la" o", pronunciades com en castellà). A la resta dels casos s'usa la titlla.
Però no totes les paraules porten accent ortogràfic; i no sempre les titlles s'utilitzen per a representar l'accent prosòdic, sinó que també per a representar una vocal oberta ("é", "o"), com es va esmentar a la secció anterior (encara que generalment ambdós usos coincideixen).

#### Paraules que porten accent ortogràfic
Les paraules agudes de més d'una síl·laba acabades en vocal (excepte les acabades en "saũ") o acabades en les consonants "n", "s" o "ñ": gurí (nen), bombiá (mirar), comê (menjar), shulé (olor de peus), tambêñ (també), estrês (estrès), pensaũ (pensió).
Les paraules greus acabades en "saũ" i les no acabades en vocal, ni en les consonants "n", "s" o "ñ": pênsaũ (pensen), màrtir, fràgil.
Totes les paraules esdrúixoles i sobresdrúixoles: aritmêtica, fàcilment.
Tots els infinitius: í (anar), ví (venir), sê (ser), tê (tenir), dá (donar), pô (posar), vê (veure), carpí (carpir), iscuiambá ("fer embolic")

#### Regles especials d'accentuació ortogràfica
- Monosíl·labs. Per regla general s'escriuen sense titlla (si no són verbs en infinitiu); no obstant això, quan dos monosíl·labs són iguals quant a la forma però compleixen distinta funció, un d'ells (generalment el tònic) porta titlla:
  - te (pronom personal), té (substantiu), tê (verb): "Eu vo tê que te da té da India." [ew vo 'te ke te 'ða 'tɛ ða 'indja] ("Vaig a haver de donar-te te de l'Índia.")
  - siñ (preposició), síñ (adverbi d'afirmació): "Síñ, siñ ele." ['siɲ si'ɲele] ("Sí, sense ell.")
  - dê (conjugació del verb dá [donar]), de (preposició): "Me dê ũ de cada ũ." [me 'ðe 'ũ ðe 'kaða 'ũ] ("Doni'm un de cadascun.").
  - dá (verb), da (preposició): "Eu vo tê que te da té da India." [ew vo 'te ke te 'ða 'tɛ ða 'indja] ("Vaig a haver de donar-te te de l'Índia.")
  - saũ (són), sáũ (sa), Saũ (San): "Us pensamento de Saũ Francisco saũ sáũ." [us pẽsa'mento ðe 'saw̃ fɾã'sisko saw̃ 'saw̃] ("Els pensaments de Sant Francesc són sans.")
  - cũá [kw̃a] (amb la; contracció de cũ a), cũa ['kũa] (amb una; contracció de cũ ũa) "¿Cũá miña o cũa dele?." ("Amb la meva o amb la seva?")
- Titlla que indica hiat. Quan en una paraula concorren una de les vocals fortes ("a", "e" u "o") i una de les vocals febles ("i" o "u") accentuada, no se produeix diftong. Per a indicar la manca de diftong (hiat) es col·loca titlla sobre la vocal "i" o "u": María [ma'ɾia], reúna [re'una], baúl [ba'ul], fía ['fia] (filla), ladrío [la'ðɾio] (maó), garúa [ga'ɾua], saí [sa'i] (sortir).

## Gramàtica

### Conjugació verbal
Els verbs es classifiquen en quatre tipus segons la terminació del seu infinitiu:
1. 1. 1a conjugació - verbs acabats en á.
  2. 2a conjugació - verbs acabats en ê.
  3. 3a conjugació - verbs acabats en í.
  4. 4a conjugació - verbs acabats en ô.

El portunyol té tant verbs regulars com irregulars.

#### Verbs regulars

##### Temps simples
| c o n j | Mode Indicatiu                  | Mode Indicatiu | Mode Indicatiu | Mode Indicatiu | Mode Indicatiu    | Mode Indicatiu           | Mode Indicatiu | Mode Indicatiu        | Subjuntiu       | Subjuntiu                                  | Subjuntiu        | Imperatiu |
| c o n j | inf. part. ger.                 | persona        | persona        | present        | pretèrit imperfet | pretèrit imperfet simple | futur          | condicional           | present         | pretèrit imperfet                          | futur            | Imperatiu |
| ------- | ------------------------------- | -------------- | -------------- | -------------- | ----------------- | ------------------------ | -------------- | --------------------- | --------------- | ------------------------------------------ | ---------------- | --------- |
| 1ª - á  | amá (amar) amado amando         | 1ªs            | eu             | amo            | amava             | amey                     | amarey         | amaría                | ame             | amase, amara                               | amá              |           |
| 1ª - á  | amá (amar) amado amando         | 2ªs            | tu             | ama            | amava             | amaste                   | amarás         | amaría                | ame             | amase, amara                               | amá              | ama       |
| 1ª - á  | amá (amar) amado amando         | 3ªs            | ele            | ama            | amava             | amô                      | amará          | amaría                | ame             | amase, amara                               | amá              | ame       |
| 1ª - á  | amá (amar) amado amando         | 1ªp            | nós            | amamos, amemo  | amávamos, amava   | amamos, amemo            | amaremos       | amaríamos, amaría     | amemos, ame     | amásemos, amáramos, amase, amara           | amarmos, amá     | amemos    |
| 1ª - á  | amá (amar) amado amando         | 2ªp            | vocês          | amaũ           | amavaũ            | amaraũ                   | amaráũ         | amaríaũ               | ameñ            | amaseñ, amaran                             | amareñ           | ameñ      |
| 1ª - á  | amá (amar) amado amando         | 3ªp            | eles           | amaũ           | amavaũ            | amaraũ                   | amaráũ         | amaríaũ               | ameñ            | amaseñ, amaran                             | amareñ           | ameñ      |
| 2ª - ê  | temê (témer) temido temendo     | 1ªs            | eu             | temo           | temía             | temí                     | temerey        | temería               | tema            | temese, temera                             | temê             |           |
| 2ª - ê  | temê (témer) temido temendo     | 2ªs            | tu             | teme           | temía             | temiste                  | temerás        | temería               | tema            | temese, temera                             | temê             | teme      |
| 2ª - ê  | temê (témer) temido temendo     | 3ªs            | ele            | teme           | temía             | temêu                    | temerá         | temería               | tema            | temese, temera                             | temê             | tema      |
| 2ª - ê  | temê (témer) temido temendo     | 1ªp            | nós            | tememos        | temíamos, temía   | temimos, tememo          | temeremos      | temeríamos, temería   | temamos, tem-a  | temêsemos, temêramos, temese, temera       | temermos, temê   | temamos   |
| 2ª - ê  | temê (témer) temido temendo     | 2ªp            | vocês          | temeñ          | temíaũ            | temeraũ                  | temeráũ        | temeríaũ              | temaũ           | temeseñ, temieran                          | temereñ          | temaũ     |
| 2ª - ê  | temê (témer) temido temendo     | 3ªp            | eles           | temeñ          | temíaũ            | temeraũ                  | temeráũ        | temeríaũ              | temaũ           | temeseñ, temieran                          | temêreñ          | temaũ     |
| 3ª - í  | partí (partir) partido partindo | 1ªs            | eu             | parto          | partía            | partí                    | partirey       | partiría              | parta           | partise, partiera                          | partí            |           |
| 3ª - í  | partí (partir) partido partindo | 2ªs            | tu             | parte          | partía            | partiste                 | partirás       | partiría              | parta           | partise, partiera                          | partí            | parte     |
| 3ª - í  | partí (partir) partido partindo | 3ªs            | ele            | parte          | partía            | partíu                   | partirá        | partiría              | parta           | partise, partiera                          | partí            | parta     |
| 3ª - í  | partí (partir) partido partindo | 1ªp            | nós            | partimos       | partíamos, partía | partimos                 | partiremos     | partiríamos, partiría | partamos, parta | partísemos, partiéramos, partise, partiera | partirmos, partí | partamos  |
| 3ª - í  | partí (partir) partido partindo | 2ªp            | vocês          | parteñ         | partíaũ           | partiraũ                 | partiráũ       | partiríaũ             | partaũ          | partiseñ, partieran                        | partireñ         | partaũ    |
| 3ª - í  | partí (partir) partido partindo | 3ªp            | eles           | parteñ         | partíaũ           | partiraũ                 | partiráũ       | partiríaũ             | partaũ          | partiseñ, partieran                        | partireñ         | partaũ    |
| 4ª - ô  | pô (posar) posto pondo          | 1ªs            | eu             | poño           | puña              | pús                      | porey          | poría                 | poña            | puzése, puzéra                             | pô               |           |
| 4ª - ô  | pô (posar) posto pondo          | 2ªs            | tu             | poñ            | puña              | puzéste                  | porás          | poría                 | poña            | puzése, puzéra                             | pô               | poñ       |
| 4ª - ô  | pô (posar) posto pondo          | 3ªs            | ele            | poñ            | puña              | pôs                      | porá           | poría                 | poña            | puzése, puzéra                             | pô               | poña      |
| 4ª - ô  | pô (posar) posto pondo          | 1ªp            | nós            | pomos          | púñamos, puña     | puzemos                  | poremos        | poríamos, poría       | poñamos, poña   | puzésemos, pusiêramos, puzése, puzéra      | pormos, pô       | poñamos   |
| 4ª - ô  | pô (posar) posto pondo          | 2ªp            | vocês          | poñ            | puñaũ             | puzéraũ                  | poráũ          | poríaũ                | poñaũ           | puzéseñ, pusieran                          | poreñ            | poñaũ     |
| 4ª - ô  | pô (posar) posto pondo          | 3ªp            | eles           | poñ            | puñaũ             | puzéraũ                  | poráũ          | poríaũ                | poñaũ           | puzéseñ, pusieran                          | poreñ            | poñaũ     |

Observacions
- En la segona persona del singular dels modes indicatiu i subjuntiu, també es conjuga afegint una "s" al final de la paraula. Exemples: tu ama → tu amas; tu temería → tu temerías; tu poña → tu poñas; tu partise → tu partises.
- En la primera persona de plural (en tots els modes) també es conjuga llevant la "s" final. Exemples: nós poremos → nós poremo; nós temíamos → nós temíamo; nós amásemos → nós amásemo; partamos → partamo (imperatiu).
- Les observacions anteriors també valen per als verbs irregulars.
- El verb pô té un verb sinònim ponê, el qual és irregular.

##### Temps composts
- Pretèrit perfet d'indicatiu

Es forma amb el pretèrit simple del verb tê (tenir) o del verb havê (haver), més el participi del verb en qüestió.
Exemples: Eu teño amado. Eu he amado. Tu teñ partido. Nós hemos temido.
- Pretèrit plusquamperfet d'indicatiu

Es forma amb el pretèrit imperfet del verb tê o del verb havê, més el participi del verb en qüestió.
Exemples: Eu tiña amado. Eu havía amado. Tu tiña partido. Nós havíamo temido.
- Futur compost

Es forma amb el present del verb í (anar), més l'infinitiu del verb en qüestió. Aquesta forma és més usada que el futur simple.
Exemples: Eu vo amá. Tu vay partí. Nós vamo temé. Eles vaũ pô.
- Futur perfet d'indicatiu

Es forma amb el futur simple del verb tê o del verbo havê, més el participi del verb en qüestió.
Exemples: Eu terey amado. Eu havrey amado. Tu terá partido. Nós havremos temido.
- Condicional perfet

Es forma amb el condicional simple del verb tê o del verb havê, més el participi del verb en qüestió.
Exemples: Eu tería amado. Eu havría amado. Tu tería partido. Nós havríamos temido. Vocês havríaũ posto.
- Pretèrit perfet de subjuntiu

Es forma amb el pretèrit simple del verb tê (tenir) o del verb havê (haber), més el participi del verb en qüestió.
Exemples: Eu teña amado. Eu haya amado. Tu teña partido. Nós hayamos temido.
- Pretèrit plusquamperfet de subjuntiu

Es forma amb el pretèrit imperfet del verb tê o del verb havê, més el participi del verb en qüestió.
Exemples: Eu tivése amado. Eu huvése amado. Tu tivése partido. Nós huvésemos temido.
- Futur perfet de subjuntiu

Es forma amb el futur simple del verb tê o del verb havê, més el participi del verb en qüestió.
Exemples: Eu tivé amado. Eu huvé amado. Tu tivé partido. Nós havermos temido.

#### Verbs irregulars
Són els verbs que no segueixen les regles de conjugació anteriors, que van ser donades per als verbs regulars.
Alguns verbs irregulars:

##### Tê (tenir)
| Mode Indicatiu        | Mode Indicatiu | Mode Indicatiu | Mode Indicatiu | Mode Indicatiu    | Mode Indicatiu           | Mode Indicatiu | Mode Indicatiu  | Subjuntiu     | Subjuntiu                            | Subjuntiu      | Imperatiu |
| inf. part. ger.       | persona        | persona        | present        | pretèrit imperfet | pretèrit imperfet simple | futur          | condicional     | present       | pretèrit imperfet                    | futur          | Imperatiu |
| --------------------- | -------------- | -------------- | -------------- | ----------------- | ------------------------ | -------------- | --------------- | ------------- | ------------------------------------ | -------------- | --------- |
| tê (tenir) tido tendo | 1ªs            | eu             | teño           | tiña              | tive                     | terey          | tería           | teña          | tivése, tivéra                       | tivé           |           |
| tê (tenir) tido tendo | 2ªs            | tu             | teñ            | tiña              | tivéste                  | terás          | tería           | teña          | tivése, tivéra                       | tivé           | teñ       |
| tê (tenir) tido tendo | 3ªs            | ele            | teñ            | tiña              | teve                     | terá           | tería           | teña          | tivése, tivéra                       | tivé           | teña      |
| tê (tenir) tido tendo | 1ªp            | nós            | temos          | tíñamos, tiña     | tivemos                  | teremos        | teríamos, tería | teñamos, teña | tivésemos, tivéramos, tivése, tivéra | tivérmos, tivé | teñamos   |
| tê (tenir) tido tendo | 2ªp            | vocês          | teñ            | tiñaũ             | tivéraũ                  | teráũ          | teríaũ          | teñaũ         | tivéseñ, tuvieran                    | tivéreñ        | teñaũ     |
| tê (tenir) tido tendo | 3ªp            | eles           | teñ            | tiñaũ             | tivéraũ                  | teráũ          | teríaũ          | teñaũ         | tivéseñ, tuvieran                    | tivéreñ        | teñaũ     |

##### Sê (ésser)
| Mode Indicatiu        | Mode Indicatiu | Mode Indicatiu | Mode Indicatiu | Mode Indicatiu    | Mode Indicatiu           | Mode Indicatiu | Mode Indicatiu  | Subjuntiu     | Subjuntiu         | Subjuntiu | Imperatiu |
| inf. part. ger.       | persona        | persona        | present        | pretèrit imperfet | pretèrit imperfet simple | futur          | condicional     | present       | pretèrit imperfet | futur     | Imperatiu |
| --------------------- | -------------- | -------------- | -------------- | ----------------- | ------------------------ | -------------- | --------------- | ------------- | ----------------- | --------- | --------- |
| sê (ésser) sido sendo | 1ªs            | eu             | so             | éra               | fuy                      | serey          | sería           | seya          | fose              | sê        |           |
| sê (ésser) sido sendo | 2ªs            | tu             | é              | éra               | foste                    | serás          | sería           | seya          | fose              | sê, for   | sê        |
| sê (ésser) sido sendo | 3ªs            | ele            | é              | éra               | foy                      | será           | sería           | seya          | fose              | sê, for   | seya      |
| sê (ésser) sido sendo | 1ªp            | nós            | somos, semos   | éramos, éra       | fomos, fumos             | seremos        | seríamos, sería | seyamos, seya | fôsemos, fose     | sermos    | seyamos   |
| sê (ésser) sido sendo | 2ªp            | vocês          | saũ            | éraũ              | foraũ                    | seráũ          | seríaũ          | seyaũ         | foseñ             | sereñ     | seyaũ     |
| sê (ésser) sido sendo | 3ªp            | eles           | saũ            | éraũ              | foraũ                    | seráũ          | seríaũ          | seyaũ         | foseñ             | sereñ     | seyaũ     |

##### Í (anar)
| Mode Indicatiu    | Mode Indicatiu | Mode Indicatiu | Mode Indicatiu | Mode Indicatiu    | Mode Indicatiu           | Mode Indicatiu | Mode Indicatiu | Subjuntiu     | Subjuntiu                  | Subjuntiu | Imperatiu      |
| inf. part. ger.   | persona        | persona        | present        | pretèrit imperfet | pretèrit imperfet simple | futur          | condicional    | present       | pretèrit imperfet          | futur     | Imperatiu      |
| ----------------- | -------------- | -------------- | -------------- | ----------------- | ------------------------ | -------------- | -------------- | ------------- | -------------------------- | --------- | -------------- |
| í (anar) ido indo | 1ªs            | eu             | vo             | ía                | fuy                      | irey           | iría           | vaya          | fose, ise                  | í         |                |
| í (anar) ido indo | 2ªs            | tu             | vay            | ía                | foste                    | irás           | iría           | vaya          | fose, ise                  | í, for    | vay            |
| í (anar) ido indo | 3ªs            | ele            | vay            | ía                | foy                      | irá            | iría           | vaya          | fose, ise                  | í, for    | vaya           |
| í (anar) ido indo | 1ªp            | nós            | vamos          | íamos, ía         | fomos, fumos             | iremos         | iríamos, iría  | vayamos, vaya | fôsemos, fose, isemos, ise | irmos     | vayamos, vamos |
| í (anar) ido indo | 2ªp            | vocês          | vaũ            | íaũ               | foraũ                    | iráũ           | iríaũ          | vayaũ         | foseñ, iseñ                | ireñ      | vayaũ          |
| í (anar) ido indo | 3ªp            | eles           | vaũ            | íaũ               | foraũ                    | iráũ           | iríaũ          | vayaũ         | foseñ, iseñ                | ireñ      | vayaũ          |

##### Tá (estar)
| Mode Indicatiu        | Mode Indicatiu | Mode Indicatiu | Mode Indicatiu | Mode Indicatiu    | Mode Indicatiu           | Mode Indicatiu | Mode Indicatiu  | Subjuntiu     | Subjuntiu         | Subjuntiu | Imperatiu |
| inf. part. ger.       | persona        | persona        | present        | pretèrit imperfet | pretèrit imperfet simple | futur          | condicional     | present       | pretèrit imperfet | futur     | Imperatiu |
| --------------------- | -------------- | -------------- | -------------- | ----------------- | ------------------------ | -------------- | --------------- | ------------- | ----------------- | --------- | --------- |
| tá (estar) tado tando | 1ªs            | eu             | to             | tava              | tive                     | tarey          | taría           | teya          | tivése            | tê        |           |
| tá (estar) tado tando | 2ªs            | tu             | ta             | tava              | tivéste                  | tarás          | taría           | teya          | tivése            | tê        | tate      |
| tá (estar) tado tando | 3ªs            | ele            | ta             | tava              | teve                     | tará           | taría           | teya          | tivése            | tê        | teya      |
| tá (estar) tado tando | 1ªp            | nós            | tamos, temo    | távamos, tava     | tivemos                  | taremos        | taríamos, taría | teyamos, teya | tivésemos, tivése | tarmos    | teyamos   |
| tá (estar) tado tando | 2ªp            | vocês          | taũ            | tavaũ             | tivéraũ                  | taráũ          | taríaũ          | teyaũ         | tivéseñ           | tareñ     | teyaũ     |
| tá (estar) tado tando | 3ªp            | eles           | taũ            | tavaũ             | tivéraũ                  | taráũ          | taríaũ          | teyaũ         | tivéseñ           | tareñ     | teyaũ     |